# 田中秀果
田中 秀果（たなか しゅうか、1909年5月15日 - 2007年4月5日）は、昭和・平成時代日本の川柳作家、作詞家。本名・田中 秀雄（たなか ひでお）。

## 生涯
滋賀県彦根市出身。京都市の繊維業者に20年余り勤務した後、独立し京染加工業を営む。本業の傍ら、1932年（昭和7年）頃から新聞の川柳欄への投稿を行うようになり、今村良之祐に師事した。
御所車川柳社発行の『御所車』編集者や染織新報社発行の業界誌『そめとおり』で川柳欄の選者を務めた後、彦根へ帰郷し滋賀文学会理事に就任。1984年（昭和59年）、京都府が実施した府歌の歌詞一般公募に応募作が入選し、團伊玖磨の作曲で「京都府の歌」として制定される。
平成以降も彦根市文化協会理事として市民川柳の選者を務めていたが、2007年（平成19年）4月5日に脳内出血のため市内の病院で逝去した。享年99（満97歳没）。

## 著作
以下の2冊は北川絢一郎、西沢青二、伊藤入仙、福永泰典との共著。
- 塔 川柳作品五人集（平安川柳社、1962年） NDLJP:1360307
- 甍 川柳作品五人集（平安川柳社、1972年）

### 作詞
- 京都府の歌（補作・京都府歌制定委員会）